# Benno Geiger (Schriftsteller)
Benno Geiger (Pseudonym: Egon E. Nerbig, * 21. Februar 1882 in Rodaun bei Wien; † 26. Juli 1965 in Venedig) war ein österreichischer Kunsthistoriker, Kunsthändler, Schriftsteller und Übersetzer.

## Leben
Benno Geiger war der Sohn der Malerin Pauline Geiger und Enkel des Arztes Georg Julius von Schultz. Seine ersten Lebensjahre verbrachte er bei der Mutter und deren Schwester Ella Adaïewsky in Venedig. Von 1884 bis 1889 lebte er bei Verwandten im livländischen Dorpat. Er besuchte die Schule in Venedig und danach eine Handelshochschule. Ab 1901 studierte er Kunstgeschichte, Musik und Germanistik an der Universität Leipzig und der Universität Berlin. 1910 wurde er an der Universität Berlin mit einer Arbeit über den Maler Maffeo Verona zum Doktor der Philosophie promoviert. Von 1910 bis 1914 wirkte er als Assistent am Kaiser-Friedrich-Museum in Berlin.
Später hielt sich Geiger vorwiegend in Venedig auf, wo er als freier Schriftsteller und Kunsthändler tätig war. Ausgedehnte Reisen führten ihn u. a. nach Rom, Paris und Wien. Er beschäftigte sich mit italienischer Kunst und pflegte u. a. Kontakte zu Rainer Maria Rilke, Hugo von Hofmannsthal und Stefan Zweig. Wie Donald A. Prater und Oliver Matuschek wies Geiger später auf Zweigs damalige Tendenz zum Exhibitionismus hin. Wegen seines Geschäftsgebarens als Kunsthändler hatte Geiger von Wien nach Venedig gehen müssen, von dort wurde er aus denselben Gründen 1931 vom italienischen Innenministerium ausgewiesen. Danach hielt er sich in Oppenau/Schwarzwald, in der Schweiz und in Frankreich auf. Im Jahr 1935 konnte er nach Venedig zurückkehren. Geiger war Mitglied der NSDAP. Im November 1938 war er an der Arisierung von drei Aquarellen Rudolf von Alts und vier Aquarellen Jakob Alts aus dem Besitz des Wiener Rechtsanwalts Norbert Klinger mit 9 % Provision beteiligt. Da Vater und Sohn Alt zu den Lieblingskünstlern Hitlers gehörten, nötigte Geiger auch der Tochter Rudolf von Alts den Großteil des in ihrem Besitz befindlichen Nachlasses ab. 1942 und 1943 begleitete er Franz Kieslinger und Kajetan Mühlmann bei ihren Beschaffungsaktionen in Italien.
Nach dem Ende des Zweiten Weltkriegs lebte Geiger wieder in Venedig.
Benno Geiger verfasste neben kunsthistorischen Essays vor allem Gedichte, die stark von seinen Eindrücken in seiner Wahlheimat Italien geprägt waren und für die er sich häufig klassischer Formen bediente. Daneben übersetzte er Dante und Petrarca ins Deutsche. Für sein übersetzerisches Werk erhielt er 1959 den Johann-Heinrich-Voß-Preis für Übersetzung der Deutschen Akademie für Sprache und Dichtung in Darmstadt.

## Schriften
- Ein Sommeridyll, Berlin-Charlottenburg 1904
- Lieblose Gesänge, Berlin 1907
- Maffeo Verona (1574–1618) und seine Werke für die Markuskirche zu Venedig, Dissertation Berlin 1910
- Gesammelte Gedichte, Leipzig 1914
- Das Fenster in der Mitternacht, Leipzig 1919
- Sämtliche Gedichte, Wien 1925
- Die Ferienreise, Florenz 1929
- Der fünfzigste Geburtstag, Bern 1932
- Werke, Zürich [u. a.]
  - 1. Idyllen oder Die Gedichte in Terzinen, 1939
- Also sprach Benno Geiger, Venedig 1947
- Handzeichnungen alter Meister, Zürich [u. a.] 1948
- Sämtliche Gedichte, Florenz
  - 1. Idyllen, Lieder, Gesänge, 1958
  - 2. Kantaten, Mythen, Oden, 1958
  - 3. Legenden, Hymnen, Zeit- und Streitgedichte, 1958
- Memorie di un Veneziano. Florenz 1958; Treviso 2009
- Die skurrilen Gemälde des Giuseppe Arcimboldi (1527–1593), Wiesbaden 1960
- Bestiarium hominis sapientis, das ist eine kurze Kultur- und Kunstgeschichte der Gegenwart. Aus dem Nachlaß des Dichters Benno Geiger hrsg. von Egon E. Nerbig. Halbinsel-Verlag, Lugdunum 1965

Herausgeberschaft
- Novalis: Noten am Rande der Kunst in Novalis' Schriften, Leipzig 1901
- Alessandro Magnasco: Alessandro Magnasco, Berlin 1914

Übersetzungen
- Dante Alighieri: Die göttliche Komödie, Darmstadt [u. a.]
  - 1. Die Hölle, 1960
  - 2. Das Fegefeuer, 1960
  - 3. Das Paradies, 1961
- Giovanni Pascoli: Die ausgewählten Gedichte, Leipzig 1913
- Francesco Petrarca: Die Triumphe, Wien 1935
- Francesco Petrarca: Der Canzoniere, Zürich [u. a.] 1937
- Francesco Petrarca: Das lyrische Werk, Darmstadt [u. a.] 1958